# Luis Aragonés
José Luis Aragonés Suárez (pronunție în spaniolă [xoˈse ˈlwis aɾaɣoˈnes ˈswaɾeθ]; 28 iulie 1938 – 1 februarie 2014), cunoscut mai bine ca Luis Aragonés a fost un jucător și antrenor spaniol de fotbal.
Aragonés a petrecut cea mai mare parte a carierei sale ca jucător și antrenor al lui Atlético Madrid. A fost un jucător proeminent iar apoi antrenor al lui Atlético, o echipă de succes în anii 1960-1970. Cu el în lot, echipa a câștigat de patru ori La Liga, a ajuns în finala Cupei Europene 1973-1974 și a câștigat Cupa Intercontinentală. Între 1964 și 1974 el a jucat în 265 de meciuri de campionat pentru Atlético, marcând 123 de goluri. El a mai jucat pentru alte câteva cluburi, printre care și Real Madrid, și a evoluat în 11 meciuri pentru selecționata Spaniei, marcând trei goluri. În afară de Atlético, Aragonés a mai antrenat alte 7 echipe din Spania, dar și echipa națională de fotbal a Spaniei pe care a condus-o spre al doilea ei titlu european, câștigând Euro 2008. După Euro 2008 el devine antrenor al clubului turc Fenerbahçe, aceasta fiind unica dată când Aragonés a antrenat în afara Spaniei. Luis Aragonés a decedat pe 1 februarie 2014, la vârsta de 75 de ani.

## Statistici

### Antrenor
| Echipa          | Țara   | Început | Sfârșit | Record | Record | Record | Record | Record |
| Echipa          | Țara   | Început | Sfârșit | P      | W      | D      | L      | Win %  |
| --------------- | ------ | ------- | ------- | ------ | ------ | ------ | ------ | ------ |
| Atlético Madrid | Spania | 1974    | 1980    | 207    | 90     | 55     | 62     | 43,48  |
| Real Betis      | Spania | 1981    | 1982    | 34     | 15     | 6      | 13     | 44,12  |
| Atlético Madrid | Spania | 1982    | 1987    | 173    | 86     | 42     | 45     | 49,71  |
| Barcelona       | Spania | 1987    | 1988    | 39     | 16     | 9      | 14     | 41,03  |
| Espanyol        | Spania | 1990    | 1991    | 38     | 12     | 10     | 16     | 31,58  |
| Atlético Madrid | Spania | 1991    | 1993    | 77     | 41     | 16     | 20     | 53,25  |
| Sevilla         | Spania | 1993    | 1995    | 76     | 31     | 23     | 22     | 40,79  |
| Valencia        | Spania | 1995    | 1997    | 84     | 41     | 16     | 27     | 48,81  |
| Real Betis      | Spania | 1997    | 1998    | 38     | 17     | 8      | 13     | 44,74  |
| Real Oviedo     | Spania | 1999    | 2000    | 38     | 11     | 12     | 15     | 28,95  |
| Mallorca        | Spania | 2000    | 2001    | 38     | 20     | 11     | 7      | 52,63  |
| Atlético Madrid | Spania | 2001    | 2003    | 80     | 35     | 21     | 24     | 43,75  |
| Mallorca        | Spania | 2003    | 2004    | 38     | 15     | 6      | 17     | 39,47  |
| Spania          | Spania | 2004    | 2008    | 54     | 38     | 12     | 4      | 70,37  |
| Fenerbahçe      | Turcia | 2008    | 2009    | 34     | 18     | 7      | 9      | 52,94  |
| Total           | Total  | Total   | Total   | 1.048  | 486    | 254    | 308    | 46,37  |

## Palmares

### Jucător
- Atlético Madrid
  - La Liga: 1966, 1970, 1973
  - Copa del Generalísimo: 1965, 1972

### Antrenor
- Atlético Madrid
  - La Liga: 1977
  - Copa del Rey: 1976, 1985, 1992
  - Cupa Intercontinentală: 1974
  - Supercopa de España: 1985
  - Segunda División: 2002
  - Cupa Iberică: 1991
- Barcelona
  - Copa del Rey: 1988
- Spania
  - Campionatul European de Fotbal: 2008

### Individual
- Trofeul Pichichi: 1969–70
- Premiul Don Balón pentru cel mai bun antrenor în La Liga : 1977